# Wesley Saïd
Wesley Saïd (ur. 19 kwietnia 1995 w Noisy-le-Grand) – francuski piłkarz komoryjskiego pochodzenia występujący na pozycji napastnika we francuskim klubie RC Lens. Wychowanek Noisy-le-Grand, w trakcie swojej kariery grał także w takich zespołach, jak Rennes, Laval, Dijon oraz Toulouse. Młodzieżowy reprezentant Francji.